# ADX Florence
ADX Florence (cuyo nombre oficial en inglés es United States Penitentiary, Administrative Maximum Facility; abreviado USP Florence ADMAX), conocida como el “Alcatraz de las Montañas Rocosas” (en inglés: "Alcatraz of the Rocky Mountains"), es una prisión federal de los Estados Unidos clasificada de máxima seguridad (supermax), ubicada en el condado de Fremont (Colorado), cerca de la población de Florence. Forma parte del Complejo Correccional Federal de Florence, administrado por la Agencia Federal de Prisiones, organismo del Departamento de Justicia de los Estados Unidos. Su función principal es la reclusión de presos varones que el sistema federal de prisiones considera de máxima peligrosidad y que requieren de un control más estricto.
La prisión, concluida en 1994, cuenta con 490 celdas individuales. Los presos pasan 23 horas diarias en confinamiento solitario dentro de sus celdas, que tienen unas dimensiones de 7 x 12 pies (2,1 x 3,6 metros) y están construidas casi enteramente de hormigón, incluyendo la cama. Debido a las duras condiciones de reclusión, considerada como de aislamiento total (razón por la cual la prisión también es conocida como «La Alcatraz de las Rocosas»), ADX Florence ha sido criticada por organizaciones de defensa de los Derechos Humanos.
Entre los reclusos de ADX Florence se encuentran conocidas personas condenadas por terrorismo como Zacarias Moussaoui, Simón Trinidad, Ramzi Yousef, Faisal Shahzad, Ted Kaczynski (más conocido como "Unabomber"), Terry Nichols o Eric Rudolph; condenados por espionaje como Robert Hanssen o Kendall Myers; líderes de organizaciones criminales relacionadas con el narcotráfico como Haji Bagcho, Ramón Matta Ballesteros, Osiel Cárdenas Guillén o Juan García Ábrego; además de presos trasladados desde otras cárceles por asesinar a funcionarios de prisiones. Esta prisión también tiene a algunos asesinos en serie bajo custodia como es el caso de Michael Swango; aquí también se pueden encontrar a algunos reos condenados a muerte por el sistema federal, tal es el caso del coautor del atentado de la maratón de Boston, Dzhojar Tsárnayev. En esta prisión se encontraba recluido hasta su muerte uno de los principales líderes de la organización supremacista Hermandad Aria, Barry Mills. Finalmente, el narcotraficante mexicano Joaquín «El Chapo» Guzmán fue trasladado a la prisión a finales del mes de julio de 2019 desde el Centro Correccional Metropolitano de Nueva York, después de recibir cadena perpetua.
ADX Florence es comúnmente citada como la prisión más segura de los Estados Unidos y del mundo, de hecho, nadie ha podido escapar desde su apertura en 1994. Algunos exfuncionarios del penal le describen como «una cárcel que no fue diseñada para los seres humanos» o que es «peor que la pena de muerte».

## Función
La institución se conoce extraoficialmente como ADX Florence o "el Alcatraz de las Montañas Rocosas". Es parte del Complejo Correccional Federal de Florencia, administrado por la Oficina Federal de Prisiones del Departamento de Justicia de los Estados Unidos. El complejo incluye un campo de mínima seguridad que, en febrero de 2019, albergaba a más prisioneros que la unidad de máxima seguridad. El número de reclusos ha disminuido y, a partir de 2021, dos unidades de vivienda han cerrado debido a la baja población.
Florence alberga a reclusos varones en el sistema penitenciario federal considerados los más peligrosos y que necesitan el control más estricto, incluidos prisioneros cuya fuga representaría una grave amenaza para la seguridad nacional.
Las mujeres clasificadas como "preocupación de gestión especial" debido a violencia o intentos de fuga están confinadas en el Centro Médico Federal, Carswell en Fort Worth, Texas.

## Historia
En 1983, Thomas Silverstein y Clayton Fountain, miembros de la Hermandad Aria, apuñalaron fatalmente a los oficiales penitenciarios Merle Clutts y Robert Hoffman en la Penitenciaría de los Estados Unidos, Marion. Los apuñalamientos ocurrieron con sólo unas pocas horas de diferencia y se atribuyeron al diseño inadecuado de la prisión.
El director de la Oficina Federal de Prisiones Norman Carlson propuso una nueva instalación para aislar a los reclusos más peligrosos e incontrolables por razones de seguridad. Bajo su liderazgo, la USP Marion estuvo encerrada permanentemente durante 23 años, sirviendo de modelo para ADX como prisión de unidad de control. Carlson creía que la prisión albergaría a criminales que estaban lo suficientemente desesperados como para asesinar a los funcionarios penitenciarios u otros reclusos con la esperanza de ser sentenciados a muerte. Sostuvo que, por muy draconianas que fueran estas medidas, eran la única forma de tratar con los reclusos que "no se preocupan en absoluto por la vida humana".
Florence abrió sus puertas el 10 de enero de 1995. El condado ya tenía nueve prisiones, pero el atractivo de 750 a 900 empleos permanentes (más empleos temporales durante la construcción de la prisión) llevó a los residentes a recaudar $160,000 para comprar 600 acres para la nueva prisión. Cientos de personas asistieron a la inauguración de las instalaciones, que fueron diseñadas por dos firmas de arquitectura líderes en Colorado Springs y su construcción costó $60 millones de dólares.

### Población de Internos
La unidad de máxima seguridad en Florence alberga a 332 reclusos varones al 25 de noviembre de 2023, cada uno asignado a uno de los seis niveles de seguridad.. Está diseñado para 474 reclusos pero nunca ha estado a plena capacidad.
La instalación es conocida por albergar a reclusos que han sido considerados demasiado peligrosos, de alto perfil o un riesgo de seguridad demasiado grande incluso para prisiones de máxima seguridad. Por ejemplo, Joseph Romano fue sentenciado a cadena perpetua en una prisión federal por conspirar para asesinar al juez y al fiscal federal que ayudaron a sentenciarlo a 15 años de prisión por planear una operación de fraude de monedas. Mientras estaba en prisión, conspiró para asesinar a un oficial encubierto que había participado en la investigación. Cuando esto salió a la luz, Romano fue trasladado a Florence.
Sin embargo, la mayoría de los reclusos actuales han sido colocados allí porque cada uno tiene un extenso historial en otras prisiones de cometer delitos violentos, incluido el asesinato, contra funcionarios penitenciarios y compañeros de prisión. Estos reclusos se mantienen en segregación administrativa; los mantienen en confinamiento solitario durante 23 horas al día. Durante su hora fuera de la celda, que puede ocurrir en cualquier momento del día o de la noche, se les mantiene sujetos (esposados, con grilletes o ambas cosas). La hora fuera de la celda es para hacer ejercicio y una llamada telefónica si se han ganado el privilegio. Su dieta está restringida para garantizar que los alimentos no puedan utilizarse para hacerse daño o crear condiciones antihigiénicas en su celda. Algunas celdas tienen duchas, lo que reduce aún más la cantidad de manejo de los reclusos que los funcionarios penitenciarios deben realizar.
Después de al menos un año, dependiendo de su conducta, a los reclusos se les permite salir gradualmente por períodos más largos. El objetivo a largo plazo es mantenerlos en Florencia por no más de tres años y luego transferirlos a una prisión menos restrictiva para que cumplan el resto de sus sentencias. Según un informe de 1998 en el San Francisco Chronicle, el objetivo principal de Florence es "intentar extraer un comportamiento razonablemente pacífico de los presos profesionales extremadamente violentos". Un bloque de celdas en Florencia alguna vez fue conocido como "Bombers Row" porque cinco terroristas notables, cuatro de los cuales eran terroristas nacionales, estaban retenidos allí: Timothy McVeigh, Terry Nichols, Ramzi Yousef, Eric Rudolph y Theodore Kaczynski.
A pesar de las extremas medidas de seguridad para disuadir comportamientos disruptivos, violentos y peligrosos entre los reclusos, ha habido asesinatos en ADX. Silvestre Rivera y Richard Santiago fueron acusados del asesinato en primer grado de Manuel Torres, un miembro de alto nivel de la Mafia mexicana. La mañana del 21 de abril de 2005, cuando quedaron solos y sin supervisión de guardias en el patio de la prisión, Rivera y Santiago fueron filmados golpeando brutalmente y pisoteando a Torres hasta matarlo. Rivera se declaró inocente por defensa propia. Los fiscales tenían la intención de solicitar la pena de muerte contra Rivera y Santiago, pero ambos fueron condenados a cadena perpetua por los asesinatos. Hoy, Santiago permanece encarcelado en ADX, mientras que Rivera cumple cadena perpetua en la Penitenciaría de USP Hazelton.

## Instalaciones

Diseño de una celda de Florence

ADX Florence es un complejo de 37 acres ubicado en la carretera 5880.67, en un área no incorporada, con dirección postal en Florence, Colorado. Se encuentra aproximadamente 160 kilómetros al sur de Denver y a 64 kilómetros al sur de Colorado Springs. Es parte del Complejo Correccional Federal de Florencia (FCC Florence), que consta de tres instalaciones correccionales, cada una con una clasificación de seguridad diferente.
La mayor parte de las instalaciones están sobre el suelo, con la excepción de un corredor subterráneo que conecta los bloques de celdas con el vestíbulo. Cada celda contiene un escritorio, un taburete y una cama, construidos casi en su totalidad con hormigón vertido, así como un inodoro que se cierra si se bloquea, una ducha que funciona con un temporizador para evitar inundaciones y un lavabo que carece de un grifo, potencialmente peligroso. Las celdas también están equipadas con espejos de acero pulido atornillados a la pared, luces eléctricas que el recluso puede apagar o atenuar, una radio y una televisión que muestra programación recreativa, educativa y religiosa, junto con 50 canales principales y contenido de Netflix.
Las ventanas de 4 pulgadas por 4 pies (10 cm × 1,2 m) están diseñadas para evitar que los reclusos conozcan su ubicación específica dentro del complejo. A través de ellos sólo pueden ver el cielo y el techo, por lo que es prácticamente imposible planear una fuga. Los reclusos hacen ejercicio en un pozo de concreto que se asemeja a una piscina vacía, también diseñado para evitar que conozcan su ubicación en la instalación. El pozo es lo suficientemente grande como para que un prisionero pueda caminar diez pasos en línea recta o treinta y un pasos en círculo. Los funcionarios penitenciarios generalmente entregan comida a las celdas. A los reclusos transferidos a Florence desde otras prisiones se les puede permitir comer en un comedor compartido.
La prisión en su conjunto contiene una multitud de detectores de movimiento, cámaras y 1.400 puertas de acero con control remoto. Los agentes del centro de control de la prisión vigilan a los reclusos las veinticuatro horas del día y pueden activar un "botón de pánico", que cierra inmediatamente todas las puertas de la instalación, en caso de que se sospeche de un intento de fuga, así como almohadillas de presión y vallas de seguridad con alambre de púas de 3,5 metros, rodeando el perímetro, además de estar patrullado por agentes fuertemente armados.
- La instalación alberga a reclusos en seis niveles de seguridad diferentes: Unidades de Población General (Unidades "Delta", "Echo", "Fox" y "Golf"), la Unidad de Vivienda Especial (SHU), la Unidad de Seguridad Especial ("H" Unidad), la Unidad de Control, Unidades Intermedias/Transicionales (Unidades "Kilo" y "Joker") y Rango 13.[40] Muchos de los niveles de seguridad de ADX tienen propósitos o misiones especiales para los reclusos que los ocupan. La Unidad de Control alberga a reclusos que han cometido graves violaciones de conducta o actos de violencia en otras instituciones. También alberga a miembros de alto nivel de organizaciones consideradas amenazas, como las pandillas carcelarias. La Unidad "H" alberga a reclusos que son miembros de grupos terroristas así designados por el Departamento de Justicia o que han tenido medidas administrativas especiales (SAM) colocado sobre ellos.[41]

Range 13 es un ala especial de cuatro celdas dentro de la Unidad de Vivienda Especial para reclusos que necesitan el control más estricto. A partir de 2022, los únicos reclusos de los que se sabe públicamente que han sido encarcelados en esta unidad son Thomas Silverstein, Ramzi Yousef y Umar Farouk Abdulmutallab. Las dos Unidades Intermedias albergan a reclusos "reducidos", quienes pueden obtener el traslado a otra institución si permanecen libres de incidentes mientras están alojados en la unidad. Esta es la única unidad en ADX donde los reclusos se aseguran en sus propias celdas, pueden caminar libremente dentro de su alcance y asociarse con otros reclusos. Desde allí, los reclusos normalmente serán transferidos a la unidad de máxima seguridad en la penitenciaria USP Florence High.
La Oficina de Prisiones permitió a los medios realizar una visita guiada a Florencia el 14 de septiembre de 2007. Los periodistas presentes comentaron sobre "un silencio sorprendente y espeluznante" dentro de la prisión, así como una sensación de seguridad debido a las rigurosas medidas de seguridad. El productor de 60 Minutes, Henry Schuster, dijo: "Unos pocos minutos dentro de esa celda y dos horas dentro de Supermax fueron suficientes para recordarme por qué dejé la escuela secundaria un año antes. Las paredes se cierran muy rápido".
La prisión ha recibido muchas menos críticas que instalaciones comparables a nivel estatal (como la Prisión Estatal de Pelican Bay de California) que tienden a sufrir superpoblación, bajas proporciones de personal por recluso y problemas de seguridad. Jamie Fellner de Human Rights Watch dijo después de un recorrido por las instalaciones en 1998: "La Oficina de Prisiones ha adoptado un modelo punitivo severo y lo ha implementado tan bien como cualquiera que yo conozca".

## Controversias
En 2012, once reclusos presentaron una demanda colectiva federal contra la Oficina de Prisiones en Cunningham contra la Oficina Federal de Prisiones. La demanda alegaba abuso crónico y falta de diagnóstico adecuado de los prisioneros que padecen graves enfermedades mentales. En el momento de la demanda, al menos seis reclusos supuestamente habían muerto por suicidio; un séptimo lo hizo después de que se presentó la demanda original, y una presentación enmendada lo agregó al caso.
Los críticos afirman que el uso de confinamiento prolongado en celdas de aislamiento afecta gravemente la salud mental de los prisioneros, una conclusión respaldada por numerosos estudios.
Se estaban llevando a cabo negociaciones para llegar a un acuerdo con la ayuda de un magistrado federal. La Oficina de Prisiones ya ha realizado algunos cambios..
Los presos recluidos en la Unidad H están sujetos a medidas administrativas especiales que les impiden comunicarse con periodistas o en privado con sus propios abogados o familiares.
En 2020, un magistrado británico se negó a extraditar a Julian Assange a los Estados Unidos por cargos de espionaje en parte porque posiblemente sería sometido a confinamiento solitario y medidas administrativas especiales en ADX. El 7 de julio de 2021, el Tribunal Superior de Justicia de Inglaterra y Gales acordó permitir que Estados Unidos apele esta decisión en el entendido de que Assange "no será sujeto a medidas administrativas especiales (SAM) ni encarcelado en ADX si es extraditado".

## Características

Esquema de las celdas.

ADX Florence es una prisión que está a cargo de la Agencia Federal de Prisiones. Fundada en 1994, ADX Florence se construyó específicamente pensando en los prisioneros más peligrosos que no pudieran ser controlados por el sistema penitenciario convencional, también se construyó pensando en los criminales más peligrosos no sólo de los Estados Unidos sino del mundo entero, especialmente, terroristas. 
Posee cerca de 490 celdas individuales construidas enteramente de hormigón de 2,1 x 3,6 metros. Además, las celdas cuentan con duchas automatizadas, televisor y una sólida estructura de hormigón donde duermen, están insonorizadas, es decir, evitan que el sonido salga al exterior y viceversa, esto, para evitar que los reos se comuniquen entre sí. También posee una pequeña ventana o ranura de aproximadamente 107 centímetros de alto por 10 centímetros de ancho donde se puede divisar una parte del exterior, sillas o bancos de hormigón inamovibles, cámaras de seguridad y una compuerta que se abre y cierra automáticamente.
Los presos pasan 23 horas del día en confinamiento, sin embargo, se les permite una hora de recreación diaria donde pueden ejercitarse; esto lo realizan en una celda construida de metal situada estratégicamente en un patio, rodeada de muros de 6 metros de altura. Los reclusos que por alguna circunstancia salen de la celda, lo hacen en compañía de varios guardias, con grilletes, esposas y cadenas sujetas al estómago para impedir algún tipo de movimiento.
La prisión cuenta con 1400 compuertas de acero controladas por control remoto, alambre de púas que se elevan a 12 pies de altura en la parte exterior, rayos láser, cámaras, perros guardianes, una docena de torres que se elevan por varios metros de altura con francotiradores y un sistema especial de seguridad por fuera de la cárcel. Por su extrema seguridad y la arquitectura empleada en su construcción, ningún prisionero ha logrado escapar o realizar un intento de fuga. Es comúnmente citada como la cárcel más segura de los Estados Unidos y del mundo.
Desde su inauguración en 1994, al menos seis presos se han suicidado. En la mayoría de casos de suicidio, los prisioneros se han colgado a sí mismos con sábanas. En 2012, un grupo de reclusos presentó una demanda colectiva contra la Agencia Federal de Prisiones por las condiciones en las que viven en el penal. En 2014, Amnistía Internacional (AI) publicó un informe titulado 'Sepultados: Aislamiento en el Sistema Penitenciario Federal de Estados Unidos' donde denuncia las condiciones en las que viven los presos.

### Módulo H
El módulo o unidad H, es una «unidad de seguridad especial» que presenta condiciones únicas de confinamiento, un sitio dentro de la cárcel que consta de aproximadamente 148 celdas, destinada exclusivamente a los prisioneros más peligrosos, generalmente a los terroristas islámicos. En esta zona rigen medidas especiales destinadas a limitar todo tipo de comunicación de los reclusos con el mundo exterior. Algunos de los prisioneros que han pasado o se encuentran en esta zona son: Mahmud Abouhalima, Nidal Ayyad y Ramzi Yousef, quienes formaron parte de la planificación de los Atentado del World Trade Center de 1993 donde murieron 6 personas y resultaron 1042 heridos, también el nigeriano Umar Farouk Abdulmutallab quien intentó explotar un avión con material explosivo; fue alumno de Anwar al-Awlaki, quien lo entrenó en Yemen.
Esta área especial de la prisión fue diseñada y aprobada por el Departamento de Justicia de los Estados Unidos para aquellos reos que se consideran peligrosos y representan una seria amenaza. Se cree que entre 40 y 50 reos conviven en esta unidad especial.

## Suicidio de prisioneros
Al menos ocho internos se han quitado la vida, o son sospechosos de haber fallecido, por suicidio en el centro.
| Prisionero           | Número de registro | Fecha de muerte         | Edad | Estado al suicidarse                                        | Detalles | Referencia |
| -------------------- | ------------------ | ----------------------- | ---- | ----------------------------------------------------------- | --- | ---------- |
| Kevin Lee Wilson     | 57468-097          | 17 de junio de 1999     | 37   | Servía una sentencia 66 años y diez meses                   | Ladrón de bancos de Glendale, California condenado por múltiples cargos de robo a un banco a mano armada, portar un arma de fuego durante un delito violento y delincuente en posesión de un arma de fuego.                                                               |            |
| Gregory Britt        | 12546-083          | 9 de diciembre de 1999  | 43   | Servía cadena perpetua                                      | Recluso condenado por el asesinato de un compañero de prisión en el Complejo Correccional de Lorton en Lorton, Virginia el 19 de junio de 1983.\|.\| |            |
| Lawrence Klaker      | No listado         | 18 de noviembre de 2002 | 45   | Cumplía cadena perpetua más cinco años.                     | Condenado en 1986 por escapar de una cárcel en Nueva Orleans y luego secuestrar a un maestro de escuela en Alabama; más tarde se convirtió en un ejecutor de la Hermandad Aria en una prisión federal.                                                                    |            |
| Lance Vanderstappen  | 11099-081          | 17 de abril de 2006     | 26   | Servía una sentencia de 25 años                             | Miembro de los Soldados de la Cultura Aria que cometió varias agresiones violentas en prisión, incluido apuñalar a un compañero recluso en la celda de un tribunal. |            |
| John Frierson        | 99917-555          | 27 de mayo de 2008      | 35   | Cumplía cuatro cadenas perpetuas                            | Sentenciado en el Tribunal de Circuito de Misisipi después de que a la edad de 17 años cometió un tiroteo que mató a sus abuelos, su hermano y su tía. Frierson fue transferido a ADX después de matar a un compañero de prisión en la Penitenciaría Estatal de Misisipi. |            |
| José Martín Vega     | 45189-053          | 1 de mayo de 2010       | 35   | Cumplía cuatro cadenas perpetuas consecutivas más 190 años. | Miembro de una pandilla de Nueva York condenado por múltiples cargos de extorsión y tráfico de drogas a mano armada. | [ 69 ]     |
| Robert Gerald Knott  | 17508-086          | 7 de septiembre de 2013 | 48   | Cumplía cadena perpetua                                     | Encarcelado por llevar a cabo una ola de crímenes de nueve días en varios estados que incluyó varios secuestros y resultó en la muerte de un rehén y su cómplice en 1988.                                                                                                 | [ 71 ]     |
| Jamie Jarold McMahan | 05327-030          | 13 de noviembre de 2017 | 42   | Cumplía cadena perpetua                                     | Condenado a cadena perpetua junto a su hermanastro, Christopher Kauffman, después de cometer un alboroto inducido por metanfetamina que incluyó dos homicidios y un robo a un banco en Oskaloosa, Iowa, antes de huir con dos mujeres a Florida.                          | [ 73 ]     |

## Prisioneros notables y figuras del crimen organizado

### Personajes internacionales
| Nombre                          | Número de registro («BOP Register Number»)       | Foto            | Estatus                                                                                      | Nota |
| ------------------------------- | ------------------------------------------------ | --------------- | -------------------------------------------------------------------------------------------- | --- |
| Joaquín «El Chapo» Guzmán Loera | 89914-053                                        |                 | Cumpliendo cadena perpetua más 30 años de prisión.                                           | Exlider del Cártel de Sinaloa, se le acusa del tráfico y envío de aproximadamente 1213 toneladas de cocaína a los Estados Unidos y de otras acciones delictivas.                                                                           |
| Zacarias Moussaoui              | 51427-054                                        |                 | Cumpliendo 6 cadenas perpetuas.                                                              | Exmiembro de Al Qaeda, participó en la planificación de los atentados del 11 de septiembre de 2001. |
| Ramzi Yousef                    | 03911-000                                        |                 | Cumpliendo cadena perpetua más 240 años de prisión.                                          | Exmiembro de Al Qaeda, se le consideró el «cerebro» y uno de los organizadores del atentado del 11 de septiembre de 2001. |
| Sulaiman Abu Ghaith             | 91969-054                                        |                 | Cumpliendo cadena perpetua.                                                                  | Exmiembro de Al Qaeda y yerno de Osama Bin Laden, acusado por «conspirar para asesinar estadounidenses y conspirar para facilitar apoyo material a un grupo terrorista».                                                                   |
| Mamdouh Mahmud Salim            | 42426-054                                        |                 | Cumpliendo cadena perpetua.                                                                  | Exmiembro y fundador de Al Qaeda, acusado de perpetrar atentados terroristas a las embajadas estadounidenses en 1998. |
| Adis Medunjanin                 | 65114-053                                        | Adis Medunjanin | Cumpliendo cadena perpetua.                                                                  | Exmiembro de Al Qaeda, «culpable de complot para usar armas de destrucción masiva y complot para cometer un acto terrorista». |
| Umar Farouk Abdulmutallab       | 44107-039                                        |                 | Cumpliendo 4 cadenas perpetuas más 50 años de prisión.                                       | Exmiembro de Al Qaeda, intentó detonar una bomba en un avión que cubría un vuelo desde los Países Bajos a Detroit; el intento fue frustrado.                                                                                               |
| Abu Hamza al-Masri              | 67495-054 (Aparece como «KAMEL MOSTAFA MOSTAFA») |                 | Cumpliendo cadena perpetua.                                                                  | Mantuvo alianzas con Al Qaeda, es acusado de entrenar terroristas, secuestrar un grupo de occidentales e intentar establecer un campo de entrenamiento en Oregón.                                                                          |
| Richard Reid                    | 24079-038                                        |                 | Cumpliendo 3 cadenas perpetuas más 110 años de prisión.                                      | Fue agente de Al Qaeda, intentó detonar una bomba en un avión que cubría el vuelo París-Miami en diciembre de 2001; el intento fue frustrado.                                                                                              |
| Simón Trinidad                  | 27896-016                                        |                 | Cumpliendo 60 años de prisión. Su liberación está programada para el 17 de febrero del 2055. | Exmiembro de las Fuerzas Armadas Revolucionarias de Colombia (FARC), acusado de conspiración terrorista al estar vinculado en el secuestro de 3 militares estadounidenses.                                                                 |
| Dairo Antonio Úsuga David       | 99420-509                                        |                 | Cumpliendo 45 años de prisión.                                                               | Máximo líder de la organización narcotraficante y paramilitar Clan del Golfo. Responsable del tráfico y envío aproximado de 100 toneladas de cocaína a los Estados Unidos y de la muerte de 200 miembros de la Fuerza Pública de Colombia. |

### Personajes nacionales
| Nombre                         | Número de registro («BOP Register Number») | Foto | Estatus | Nota |
| ------------------------------ | ------------------------------------------ | ---- | --- | --- |
| Ahmed Omar Abu Ali             | 70250-083                                  |      | Cumpliendo cadena perpetua. Fue transferido a FCI Terre Haute                                                                              | Exmiembro de Al Qaeda, condenado a prisión por planear un asesinato en contra del expresidente George W. Bush. |
| Theodore Kaczynski «Unabomber» | 04475-046                                  |      | Cumplía 8 cadenas perpetuas. Fallecido el 10 de junio de 2023                                                                              | Uno de los terroristas más populares de los Estados Unidos, condenado por enviar cartas bomba a varias universidades y personalidades del mundo científico durante 17 años. Fue trasladado en 2021 a la prisión FMC Butner por motivos de salud.                  |
| Terry Nichols                  | 08157-031                                  |      | Cumpliendo 161 cadenas perpetuas sin posibilidad de libertad condicional.                                                                  | Condenado por ser uno de los responsables junto a Timothy McVeigh del atentado de Oklahoma City. |
| Eric Rudolph                   | 18282-058                                  |      | Cumpliendo 4 cadenas perpetuas. | Condenado por cometer varios actos terroristas entre 1996 y 1998, incluido el atentado terrorista en Atlanta 1996. |
| Naser Jason Abdo               | 80882-280                                  |      | Cumpliendo 2 cadenas perpetuas más 60 años de prisión.                                                                                     | Condenado «por recolectar material para bombas con el fin de desatar un ataque masivo contra un restaurante de Texas». |
| José Padilla (criminal)        | 20796-424                                  |      | Cumpliendo 21 años de prisión. Su liberación está programada para el 2 de febrero del 2026.                                                | Exmiembro de Al Qaeda, condenado a prisión por conspirar para asesinar personas en el extranjero y proporcionar equipos y armamento para actos terroristas. |
| Dzhojar Tsárnayev              | 95079-038                                  |      | Pena de muerte revocada inicialmente el 31 de julio del 2020, reimpuesta por la Corte Suprema de los Estados Unidos el 4 de marzo de 2022. | Responsable junto con su hermano Tamerlán Tsárnayev del atentado de la maratón de Boston. |
| Robert Hanssen                 | 48551-083                                  |      | Cumplía 15 cadenas perpetuas. Fallecido el 5 de junio de 2023.                                                                             | Se declaró culpable en 2002 de espionaje por pasar información clasificada a la Unión Soviética y más tarde a Rusia durante un período de 20 años, que fue considerado como el peor desastre de inteligencia en la historia de los Estados Unidos en ese momento. |